# Kalanchoe boranae
Kalanchoe boranae ist eine Pflanzenart der Gattung Kalanchoe in der Familie der Dickblattgewächse (Crassulaceae).

## Beschreibung

### Vegetative Merkmale
Kalanchoe boranae ist ein ausdauernder, kahler Kleinstrauch, der Wuchshöhen von bis zu 200 Zentimeter erreicht. Die gestielten, grünen Laubblätter sind leicht bereift. Der drehrunde, etwas purpurfarbene Blattstiel ist auf der Oberseite gefurcht, an der Basis verbreitert bis zu 7 Zentimeter lang. Die längliche eiförmige bis etwas herzförmige Blattspreite ist bis zu 30 Zentimeter lang und 15 Zentimeter breit. Ihre Spitze ist zugespitzt, die Basis gestutzt bis etwas herzförmig. Der Blattrand ist gekerbt oder doppelt gekerbt.

### Generative Merkmale
Der Blütenstand ist eine rispige Zyme. Er erreicht eine Länge von bis zu 50 Zentimeter und eine Breite von 30 Zentimeter. Die aufrechten Blüten stehen an 9 bis 15 Millimeter langen Blütenstielen. Ihre Kelchröhre ist 0,5 bis 1 Millimeter lang. Ihre schmal lanzettlichen Kelchzipfel sind 7 bis 13 Millimeter lang und 1,5 bis 2,5 Millimeter breit. Die gelblich grüne Kronröhre ist 17 bis 19 Millimeter lang. Ihre cremefarbenen oder gelben Kronzipfel weisen eine Länge von 9 bis 10 Millimeter auf und sind 5 bis 6,5 Millimeter breit. Die oberen Staubblätter ragen aus der Blüte heraus. Die Staubbeutel sind 1,3 bis 1,5 Millimeter lang. Die linealischen Nektarschüppchen weisen eine Länge von 3 bis 4 Millimeter auf. Das Fruchtblatt weist eine Länge von 10 bis 12 Millimeter auf. Der Griffel ist 3 bis 4 Millimeter lang.
Die Chromosomenzahl beträgt 2n = ca. 126–135.

## Systematik und Verbreitung
Kalanchoe boranae ist im Nordosten von Kenia auf trockenen, felsigen Stellen in Höhen von 930 bis 1450 Metern verbreitet.
Die Erstbeschreibung durch Edith Marie Raadts wurde 1983 veröffentlicht.

## Nachweise